# Anoides suturalis
Anoides suturalis es un coleóptero de la familia Chrysomelidae. Fue descrita científicamente por primera vez en 1894 por Jacoby.